# Shiv'ah

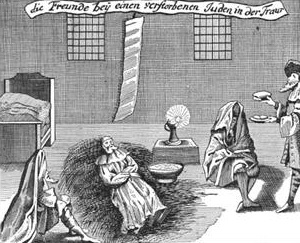
Amigos dan a los dolientes "pan de aflicción".

Shiv'ah (shivá - שבעה hebreo para "siete") es un antiguo ritual de duelo judío que dura siete días. Se trata del nombre del período de duelo observado dentro del judaísmo, para los primeros siete grados de parentesco: padre, madre, hijo, hija, hermano, hermana, o esposa; abuelos y nietos no se incluyen.
En el entierro de la persona fallecida, los familiares de primer grado asumen el estatus de dolientes (hebreo: avel). Este estado dura siete días, durante los cuales los miembros de la familia tradicionalmente se reúnen en una casa y reciben visitas. 
En el primer día, es costumbre para los dolientes no comer su propia comida. Es tradición que los vecinos suministren la primera comida, la cual se conoce como seudat havra'ah (עודת הבראה) y consiste en huevos y lentejas.
El talmud de Jerusalem declara que al igual que Moshé estableció siete días de regocijo luego del casamiento (sheva berajot), también proclamó siete días de luto.
Generalmente no se intercambian saludos y los visitantes esperan para que los dolientes inicien la conversación. Habitualmente, los visitantes recitan las tradicionales palabras de compasión: HaMakom ienajem etjem beToj shear avelei tzion virushalaim, lo que se traduce como: Pueda el Omnipresente reconfortarte junto con los otros dolientes de Sion y Jerusalén. Una vez iniciada la conversación por la persona doliente, es apropiado para los visitantes hablar sobre el/la fallecido/a, compartiendo historias de su vida.[cita requerida]